# Saalekreis
Saalekreis er en landkreis i den tyske delstat Sachsen-Anhalt. Den blev dannet i forbindelse med Kreisreform Sachsen-Anhalt 2007 den 1. juli 2007 ved en sammenlægning af de tidligere Saalkreis og Landkreis Merseburg-Querfurt. Saalekreis har administrationsby i Merseburg, som ligger lige syd for Halle.

## Geografi
Landkreisen ligger i den sydlige del af Sachsen-Anhalt og omslutter den kreisfrie by Halle (Saale). Mod syd grænser den til Burgenlandkreis, i nordvest til Landkreis Mansfeld-Südharz, i nord til Salzlandkreis og mod nordøst til Landkreis Anhalt-Bitterfeld. Derudover har den i vest grænse til delstaten Thüringen (Kyffhäuserkreis) og mod øst til Sachsen (Landkreis Leipziger Land og Landkreis Delitzsch).
Højeste punkt er Petersberg (250 m), som er en tidligere vulkan. 
Foruden floden Saale som har givet navn til området, løber i landkreisen også bifloderne Weiße Elster, Luppe, Geisel, Laucha og Salza.
De største byer er Merseburg (34.500 indbyggere), Querfurt (12.500), Bad Dürrenberg (11.500), Schkopau, Braunsbedra (je 11.000), Teutschenthal (9.500), Mücheln (9.000), Bad Lauchstädt og Landsberg ( 8.500).

## Byer og kommuner
(indbyggertal pr. 31. december 2006)
| Enhedskommuner - 1. Braunsbedra, by (11.205) - 2. Kabelsketal (9.045) - 3. Querfurt, by (12.659) - 4. Schkopau (11.041) |

Forvaltningsfællesskaber med deres medlemskommuner
Administrationsby markeret med *
| - 1. Verwaltungsgemeinschaft Bad Dürrenberg 1. Bad Dürrenberg, Stadt * (11.287) 2. Nempitz (307) 3. Oebles-Schlechtewitz (208) 4. Spergau (1.097) 5. Tollwitz (1.218) - 2. Verwaltungsgemeinschaft Bad Lauchstädt 1. Bad Lauchstädt, Stadt * (8.729) 2. Milzau (960) - 3. Verwaltungsgemeinschaft Götschetal-Petersberg 1. Brachstedt (915) 2. Götschetal [Sitz: Wallwitz] * (5.863) 3. Krosigk (874) 4. Kütten (422) 5. Morl (920) 6. Ostrau (1.260) 7. Petersberg (690) - 4. Verwaltungsgemeinschaft Leuna-Kötzschau 1. Friedensdorf (325) 2. Günthersdorf (1.280) 3. Horburg-Maßlau (555) 4. Kötschlitz (927) 5. Kötzschau (1.986) 6. Kreypau (337) 7. Leuna, Stadt * (6.918) 8. Rodden (254) 9. Wallendorf (Luppe) (957) 10. Zöschen (1.036) 11. Zweimen (323) | - 5. Verwaltungsgemeinschaft Merseburg 1. Beuna (Geiseltal) (1.009) 2. Geusa (1.488) 3. Merseburg, Stadt * (34.411) - 6. Verwaltungsgemeinschaft Oberes Geiseltal 1. Mücheln (Geiseltal), Stadt * (9.219) 2. Oechlitz (562) - 7. Verwaltungsgemeinschaft Östlicher Saalkreis 1. Braschwitz (1.264) 2. Hohenthurm (1.916) 3. Landsberg, Stadt * (8.518) 4. Niemberg (1.482) 5. Oppin (1.551) 6. Peißen (1.071) 7. Schwerz (541) - 8. Verwaltungsgemeinschaft Saalkreis Nord 1. Brachwitz (1.009) 2. Döblitz (189) 3. Domnitz (806) 4. Dößel (360) 5. Gimritz (364) 6. Löbejün, Stadt * (2.287) 7. Nauendorf (1.835) 8. Neutz-Lettewitz (913) 9. Plötz (760) 10. Rothenburg (867) 11. Wettin, Stadt (2.076) | - 9. Verwaltungsgemeinschaft Weida-Land 1. Albersroda (467) 2. Alberstedt (501) 3. Barnstädt (1.179) 4. Esperstedt (675) 5. Farnstädt (1.219) 6. Nemsdorf-Göhrendorf * (985) 7. Obhausen (1.857) 8. Schraplau, Stadt (1.285) 9. Steigra (867) - 10. Verwaltungsgemeinschaft Westlicher Saalkreis 1. Beesenstedt (1.266) 2. Bennstedt (1.497) 3. Fienstedt (236) 4. Kloschwitz (478) 5. Lieskau (2.652) 6. Salzmünde * (2.486) 7. Schochwitz (1.251) 8. Zappendorf (1.543) - 11. Verwaltungsgemeinschaft Würde/Salza 1. Angersdorf (1.195) 2. Dornstedt (752) 3. Höhnstedt (1.584) 4. Langenbogen (2.622) 5. Steuden (955) 6. Teutschenthal * (9.397) |

- Wikimedia Commons har flere filer relateret til Saalekreis

51°24′N 11°50′Ø / 51.4°N 11.83°Ø